# William McCreery (Politiker, 1750)
William McCreery (* 1750 in der Provinz Ulster, Irland; † 8. März 1814 bei Reisterstown, Maryland) war ein irisch-amerikanischer Politiker. Zwischen 1803 und 1809 vertrat er den Bundesstaat Maryland im US-Repräsentantenhaus.

## Werdegang
William McCreery erhielt in seiner irischen Heimat eine eingeschränkte Schulausbildung. Später wanderte er in die Vereinigten Staaten aus. Er ließ sich in Maryland nieder, wo er in der Landwirtschaft arbeitete. Politisch schloss sich McCreery der von Thomas Jefferson gegründeten Demokratisch-Republikanischen Partei an. Bei den Kongresswahlen des Jahres 1802 wurde er im fünften Wahlbezirk von Maryland in das US-Repräsentantenhaus in Washington, D.C. gewählt, wo er am 4. März 1803 die Nachfolge von Samuel Smith antrat. Nach zwei Wiederwahlen konnte er bis zum 3. März 1809 drei Legislaturperioden im Kongress absolvieren.
Während seiner Zeit als Kongressabgeordneter wurde im Jahr 1803 durch den von Präsident Jefferson getätigten Louisiana Purchase das Staatsgebiet der Vereinigten Staaten beträchtlich erweitert. Im Jahr 1804 wurde der zwölfte Verfassungszusatz ratifiziert. McCreery war zeitweise Vorsitzender des Handelsausschusses. Nach dem Ende seiner Zeit im US-Repräsentantenhaus betätigte er sich wieder in der Landwirtschaft. Seit 1811 saß er im Senat von Maryland. Er starb am 8. März 1814 auf seinem Landsitz Clover Hill im Baltimore County.